# 庞康
庞康 (1956年—)是一位中国企业家，高级经济师，海天味业董事长。

## 生平
1956年出生于广东佛山，1982年担任佛山珠江酱油厂（海天味业前身）副厂长。1988年出任公司董事长。2014年2月11日海天味业在上海证券交易所挂牌上市。

## 财富
2014年，其财富估值24亿美元。2015年财富增长到46亿美元。2018年继续增长到72亿美元，2018年末估值为82亿美元。

## 个人生活
已婚无子